# Stypandra
Stypandra là một chi thực vật có hoa trong họ Xanthorrhoeaceae.

## Hình ảnh

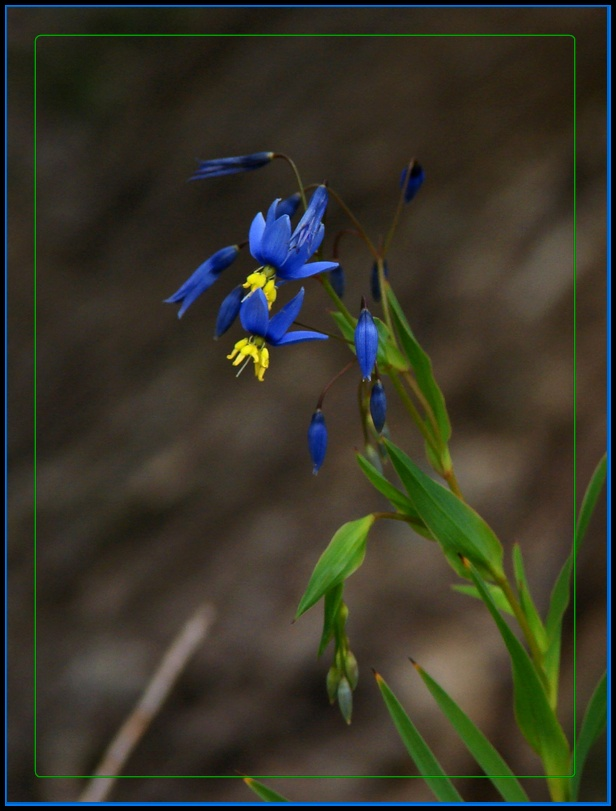